# زرین‌گلوی دم‌سفید
زرین‌گلوی دم‌سفید (نام علمی: Polytmus guainumbi) یک گونه مگس‌مرغ در زیرخانواده انبه‌ایان است که در آرژانتین، بولیوی، برزیل، کلمبیا، گویان فرانسه، گویان، پاراگوئه، پرو، سورینام، ترینیداد و توباگو و ونزوئلا یافت می‌شود.